# Морелос, Альфредо
Альфредо Хосе Морелос Авилес (англ. Alfredo José Morelos Aviléz; род. 21 июня 1996[…], Серете, Кордова) — колумбийский футболист, нападающий клуба «Атлетико Насьональ» и сборной Колумбии.

## Клубная карьера

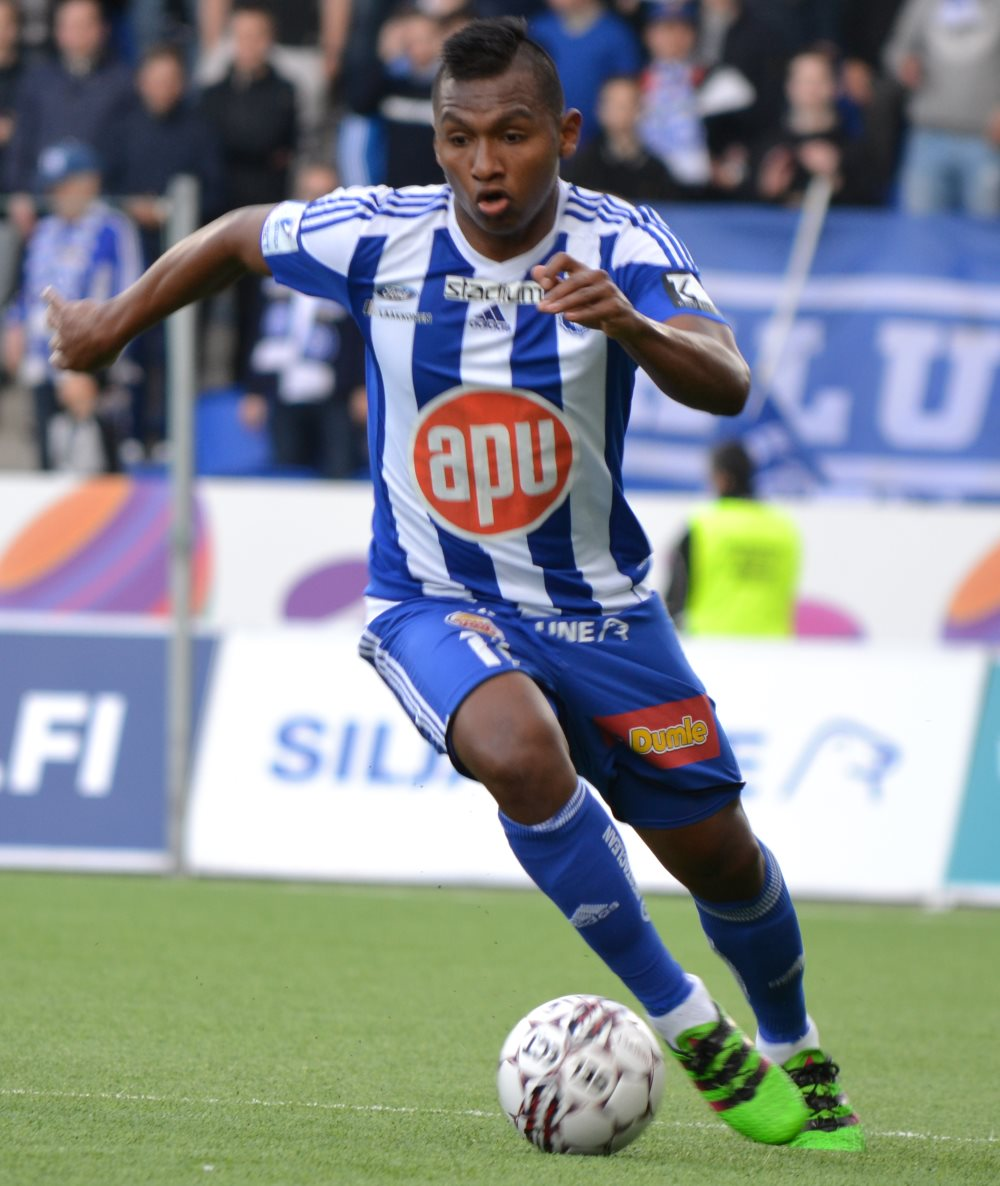
Морелос в составе ХИК

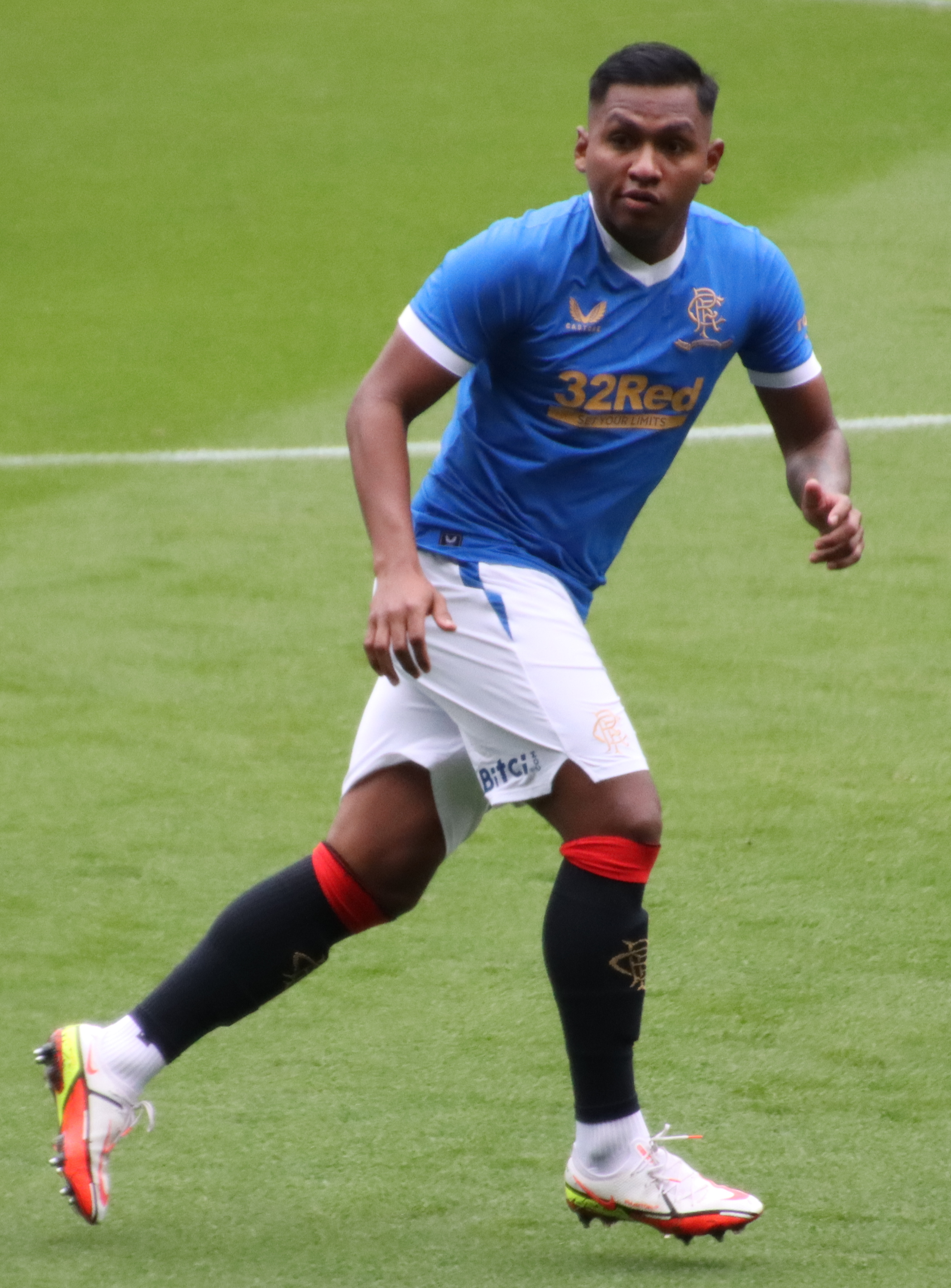
Морелос в составе «Рейнджерс»

Морелос начал профессиональную карьеру в клубе «Индепендьенте Медельин». 1 сентября 2014 года в матче против «Рионегро Агилас» он дебютировал в Кубке Мустанга. 6 сентября в поединке против «Форталеса Сипакира» Альфредо забил свой первый гол за команду.
В начале 2016 года для получения игровой практики Морелос на правах аренды перешёл в финский ХИК. 2 апреля в матче против «Мариехамна» он дебютировал в Виеккаус лиге. 8 апреля в поединке против ВПС Альфредо забил свой первый гол за ХИК. После окончания аренды он вернулся в «Индепендьенте Медельин», однако на следующий день была оформлена полноценная покупка в ХИК.
Летом 2017 года Морелос перешёл в шотландский «Рейнджерс», подписав контракт на три года. Сумма трансфера составила 1,2 млн. евро. 29 июня в отборочном поединке Лиге Европы против люксембургсого «Прогресс Нидеркорн» Альфредо дебютировал за основной состав. 6 августа в матче против «Мотеруэлла» он дебютировал в шотландской Премьер-лиге. 12 августа в поединке против «Хиберниана» Морелос забил свой первый гол за «Рейнджерс».

## Международная карьера
В 2013 году в составе юношеской сборной Колумбии Морелос принял участие в юношеском чемпионате Южной Америки в Аргентине. На турнире он сыграл в матчах против команд Эквадора, Венесуэлы, Парагвая и Аргентины.
В 2015 году в составе молодёжной сборной Колумбии Нильсон занял второе место на молодёжном чемпионате Южной Америки в Уругвае. На турнире он принял участие в матчах против команд Аргентины, Уругвая, Бразилии, Чили, Венесуэлы и Парагвая.
8 сентября 2018 года в товарищеском матче против сборной Венесуэлы Морелос дебютировал за сборную Колумбии. 16 ноября 2019 года в поединке против сборной Перу Альфредо забил свой первый гол за национальную команду.
В 2021 году Морелос принял участие в Кубке Америки в Бразилии. на турнире он сыграл в матче против команды Перу.  

### Голы за сборную Колумбии
| #  | Дата           | Место проведения              | Соперник | Счёт | Голы | Соревнование      |
| -- | -------------- | ----------------------------- | -------- | ---- | ---- | ----------------- |
| 1. | 16 ноября 2019 | Хард Рок Стэдиум, Майами, США | Перу     | 1:0  | 1:0  | Товарищеский матч |

## Достижения
«Рейнджерс»
- Чемпион Шотландии — 2020/21

Колумбия (до 20)
- Чемпионат Южной Америки по футболу среди молодёжных команд — 2015 — 2-е место

Колумбия
- Бронзовый призёр Кубка Америки: 2021